# Королевский драгунский гвардейский полк
Королевский драгунский гвардейский полк (англ. Royal Dragoon Guards (RDG)) — кавалерийский полк Британской армии. Он был сформирован в 1992 году путем объединения двух других полков: 4-го/7-го королевского драгунского гвардейского полка и 5-го королевского иннискиллингского драгунского полка. Базирующийся в казармах Баттлсбери в Уорминстере, графство Уилтшир. Полк служит в качестве разведывательного подразделения 20-й бронетанковой бригады. Ранее оснащённый бронированной разведывательной машиной «Cкимитар», он начал переоснащаться в гусеничную бронированную машину «Уорриор» в 2022 году в переходный период перед приходом в полк БРМ «Аякс».

## История
Полк был сформирован в 1992 году путём объединения двух других полков: 4-й/7-го королевского драгунского гвардейского полка и 5-го королевского иннискиллингского драгунского полка. Королевский драгунский гвардейский полк с момента своего образования служил в самых разных ролях и театрах военных действий (ТВД). Исторически драгуны были гибкими солдатами, которые сражались как на своих лошадях, так и в пешем порядке.
В феврале 1996 года три эскадрона полка были переброшены в Северную Ирландию в рамках операции «Знамя» (Banner), в рамках которой велось осуществление британской военной поддержки гражданских властей в провинции. Два эскадрона использовались в качестве пехоты в Белфасте, а третий действовал в качестве тюремной охраны в тюрьме Мэйз.
Зимой 1997 года эскадрон RDG развернулся со своими Challenger 1 в Барице в Боснии (операция Lodestar) в составе 9-й/12-й уланской боевой группы. Впоследствии они были переведены в Мрконич-Град и использовались, главным образом в «Лендроверах», для наблюдения за бывшими группировками военного времени и инспекции мест расквартирования.
В начале 2001 года полк был развёрнут в рамках операции «Фреско» («Зулу») в Камбрии и Йоркшире со специализированными командами Королевского военно-морского флота для обеспечения экстренного противопожарного и спасательного прикрытия, когда пожарная команда выполняла программу промышленных действий.

### Ирак
Полковая боевая группа была развёрнута в Ираке в 2004 году (операция «Телик 5») и взяла под свой контроль район к югу от Басры, недалеко от границы с Кувейтом. Основными задачами были наставничество недавно сформированных иракских полицейских сил и обеспечение безопасности на первых президентских выборах в стране после вторжения США в 2003 году.
Полк был вновь развёрнут в Ираке ближе к концу боевых операций Соединённого Королевства в 2007 году (Telic 11), на этот раз с основными боевыми танками Челленджер 2 и боевыми бронированными машинами Уорриор, которые были призваны поддержать возглавляемые Ираком усилия по восстановлению контроля в Басре (операция «Атака рыцарей»). Во время этой операции сержант Ричардс был награждён Военным крестом за выдающееся руководство и доблесть перед лицом врага. В качестве командира ведущего танка, работающего в составе боевой группы Шотландской гвардии, он участвовал в совместной операции по аресту с иракскими силами безопасности в Кибле, Басра. Он пробился к цели через 5 взрывов самодельных взрывных устройств, проявив мужественную сдержанность, чтобы свести к минимуму любые жертвы среди гражданского населения.
Во время этого развёртывания эскадроны полка помогали Иракскому пограничному агентству обеспечивать безопасность на границе с Ираном и обучали подразделения иракской армии.

### Афганистан
Полк был развернут в Афганистане весной 2010 года (операция Herrick 12) для оказания помощи в установлении стабильности в центральном Гильменде и для обеспечения безопасности во время вторых президентских выборов в стране. Эскадроны полка выполняли боевые задачи на бронемашинах Mastiff, Viking, Ridgeback и Warthog и удерживали позиции в районном центре Над-Али после операции Моштарак. В задачи эскадронов входило: обеспечение безопасности маршрута, оказание помощи в восстановительных работах и зачистка повстанцев от южного Над-Али. В полку было четыре человека, убитых в бою во время похода. Исполняющий обязанности капрала Мэтью Стентон, один из погибших, был посмертно награжден Военным крестом за храбрость. Как командир «Викинга», он выдвинул свою машину вперёд, чтобы вступить в бой с повстанцами, чтобы помочь в эвакуации раненого, его наградной лист гласит: «Храбрость рядового Стентона была самого высокого порядка, и он совершил высший акт самопожертвования, чтобы спасти жизнь товарища».
Впоследствии полк совершил вторую поездку по Афганистану во время операции Herrick 17 в 2013/14 году, на этот раз в качестве группы наставничества и консультирования полиции. Роль полка заключалась в предоставлении консультаций по институциональному и индивидуальному развитию и подготовке афганской национальной полиции в Гильменде. Во время второй боевой командировки Королевский драгунский гвардейский полк также развернул конный маневренный эскадрон, действовавший на двухзвенных гусеничных бронированных снегоболотоходах Warthog.
После объявления в 2012 году плана реформирования ОШС Армия 2020, RDG принял роль «бронекавалерии», первоначально будучи оснащён Scimitar 2, последней модификацией платформы CVR(T). Полк перебазировался в Уорминстер в ноябре 2020 года, как было объявлено государственным секретарём обороны в марте 2016 года.

## Организация
В настоящее время в полку произошли изменения, предусмотренные планом «Армия 2020». Несмотря на переквалификацию полка с бронетанкового на бронекавалерийский, многие традиции были сохранены. Пять эскадронов, составляющих нынешний Королевский драгунский гвардейский полк, ведут свою историю и традиции от четырёх предшествующих полков.
В новой организации RDG есть три эскадрона (по размеру роты) и штабной эскадрон:
- «Синяя лошадь» (The Blue Horse) — эскадрон огневой поддержки;[22]
- «Чёрная лошадь» (The Black Horse) — противотанковый эскадрон;[23]
- «Зелёная лошадь» (The Green Horse) — разведывательный эскадрон;[24]
- Штабной эскадрон принца Уэльского (HQ (Prince of Wales) Squadron).[24]

## Традиции
Из-за своего происхождения от 5-го королевского иннискиллингского и 4-го/7-го королевского драгунского гвардейского полков — 4-й был известен как 4-й королевский ирландский драгунский гвардейский полк, а 7-й также имел североирландское происхождение — RDG сохраняет прочные связи с Северной Ирландией.
Деттингенский день
В битве при Деттингене 27 июня 1743 года корнет Ричардсон из Конного полка Лигонье (Ligonier’s Horse), впоследствии 7-й драгунский гвардейский полк, получил 37 ранений, защищая полковой штандарт. Полк вспоминает этот день обедами в столовой и семейными выходными.
День Отса
Капитан Лоуренс Отс из 6-го иннискиллингского драгунского полка стал легендой самопожертвования, когда, будучи участником злополучной Антарктической экспедиции Скотта в 1912 году, он предпочел пожертвовать собой, но не препятствовать продвижению своих товарищей. Ежегодное празднование отважного поступка Отса проходит в воскресенье, ближайшее ко Дню Святого Патрика — дате его рождения. Это происходит в форме официального парада и церковной службы, где история Отса пересказывается, чтобы вдохновить членов полка.
День Святого Патрика
День Святого Патрика отмечается RDG в знак уважения к ирландским традициям, которыми она обладает. Этот день является полковым праздником и начинается с того, что офицеры и старшие унтер-офицеры будят солдат с помощью волынок и «Ганфайра» (Gunfire) (чая с добавлением виски). Подается полковой обед из ирландского рагу, и каждому члену полка вручается трилистник. Эта последняя традиция сохраняется каждый год, независимо от того, в каком театре военных действий служит полк.
Тактические опознавательные знаки

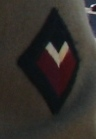
Тактический опознаватель-
ный знак полка.

Знаки в цветах полка (flash) были связаны с полками, участвовавшими во Второй мировой войне. 4-й/7-й королевский драгунский гвардейский полк впервые надели свои «проблесковые маячки» в 1939 году на севере Франции, находясь в составе Британских экспедиционных сил. 4-й/7-й полк был из первых бронетанковых подразделений, участвовавших в отчаянном, но доблестном отступлении к Дюнкерку, и считается, что это первый полк, получивший тактические опознавательные знаки. Знак распознавания гарусового материала появился после приказа убрать опознавательные знаки с боевой формы, чтобы скрыть принадлежность к полку. Дизайн был скопирован с нарисованного знака в цветах полка на стальных шлемах. Позже приказ был отменён, но матерчатый значок остался. 13-й/18-й королевский гусарский полк (13th/18th Royal Hussars) позже последовал его примеру в 1940 году с бело-голубым опознавательным знаком.
Полковой значок 4-го/7-го королевского драгунского гвардейского полка носили чины уорент-офицера 2-го класса и ниже на BD/SD на левой руке на 1 дюйм ниже плечевого шва. (Или на 1/8 дюйма ниже значка формирования, когда он носился на BD). Значок до сих пор надевается полком на служебную форму.
Зелёные брюки
Практика ношения зелёных брюк в различных видах одежды (кроме боевой формы) была унаследована полком от 5-го королевского иннискиллингского драгунского гвардейского полка, который перенял её как прежний (XVIII века) обычай одного из своих предшественников — 5-го (принцессы Уэльской Шарлотты) драгунского гвардейского полка.
Оркестр
С момента формирования полка в 1992 году существует полковой оркестр труб и барабанов.

## Музей
Йоркский армейский музей (для Королевского драгунского гвардейского полка, Собственного принца Уэльского полка Йоркшира (Prince of Wales’s Own Regiment of Yorkshire) и Королевского йоркширского полка) базируется в тренировочном зале (drill hall) на Тауэр-стрит в Йорке.

## Боевая слава

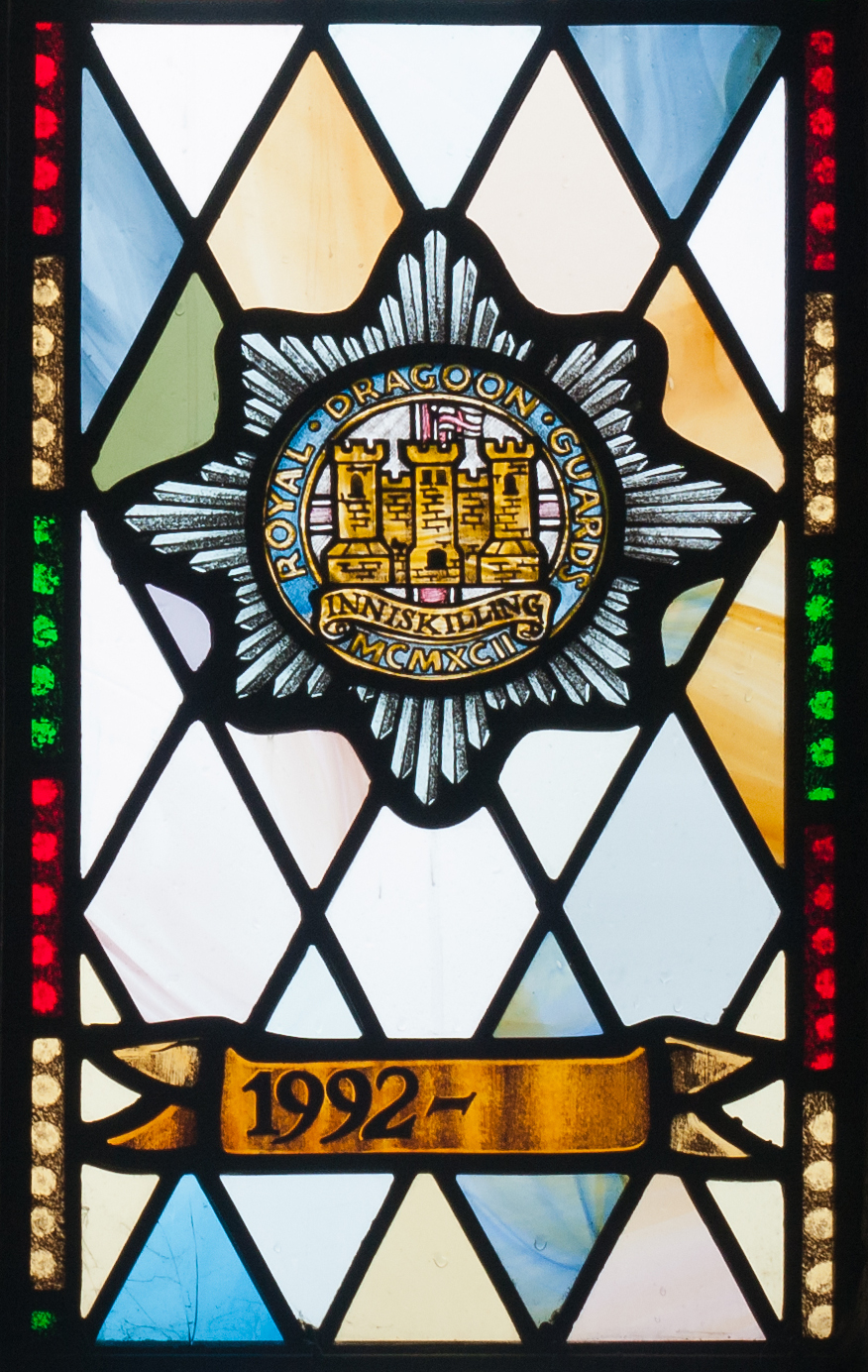
Мемориальное окно в соборе Святого Макартана, Эннискиллен.

Полк и его предшественники были удостоены следующих 79 воинских почестей:
Ранние войны:
Война за испанское наследство: Бленхейм, Рамилья, Ауденарде, Мальплаке, Деттинген,
Семилетняя война: Варбург
Война первой коалиции: Бомон, Виллемс,
Пиренейская война: Саламанка, Виттория, Тулуза,
Война седьмой коалиции: Ватерлоо,
Южная Африка 1846—1847,
Крымская война: Балаклава, Севастополь,
Англо-египетская война: Тель-эль-Кебир, Египет 1882, оборона Ледисмита,
Вторая англо-бурская война: Осада Ледисмита, Южная Африка 1899—1902.
Первая мировая война: Монс-ле-Като, Отступление из Монса, Марна 1914, Эна 1914, Ла-Басе 1914, Мессин 1914, Армантьер 1914, Ипр 1914, Ипр 1915, Живанши 1914, Сен-Жюльен, Фрезенберг, Бельвард, Сомма 1916, 1918, Базентен, Флер — Курселет, Морваль, Аррас 1917, Скарпе 1917, Камбре 1917, 1918, Сен-Оэнтен, Розьер, Авр, Лис, Хазебрук, Амьен, Альбер 1918, Линия Гинденбурга, канал Сен-Кантен, Боревуар, преследование Монса, Франция и Фландрия 1914—18.
Вторая мировая война: Дайл, отступление в Эско, Сен-Омер-Ла-Басе, Дюнкерк 1940, высадка в Нормандии, Одон, Мон-Пинкон, Сен-Пьер-ла-Вьель, Лизье, переправа через Рисл, Сена 1944, Недеррайн, Нижний Маас, Гейленкирхен, Рур, Рейнланд, Клив, Рейн, Иббенбурен, Бремен, Северо-Западная Европа 1940, 1944—45.
Корейская война: Хук 1952, Корея 1951—52.

## Преемственность
| Реформы Чайлдерса 1881                                                                                             | Объединения 1922                                                                                     | 1990 — сегодня                                                 |
| --- | --- | -------------------------------------------------------------- |
| 4-й (королевский ирландский) драгунский гвардейский полк (4th (Royal Irish) Dragoon Guards)                        | 4-й/7-й королевский драгунский гвардейский полк (4th/7th Royal Dragoon Guards)                       | Королевский драгунский гвардейский полк (Royal Dragoon Guards) |
| 7-й (королевской принцессы) драгунский гвардейский полк (7th (Princess Royal’s) Dragoon Guards)                    | 4-й/7-й королевский драгунский гвардейский полк (4th/7th Royal Dragoon Guards)                       | Королевский драгунский гвардейский полк (Royal Dragoon Guards) |
| 5-й (принцессы Уэльской Шарлотты) драгунский гвардейский полк (5th (Princess Charlotte of Wales’s) Dragoon Guards) | 5-й королевский иннискиллингский драгунский гвардейский полк (5th Royal Inniskilling Dragoon Guards) | Королевский драгунский гвардейский полк (Royal Dragoon Guards) |
| 6-й (иннискиллингский) драгунский полк (6th (Inniskilling) Dragoons)                                               | 5-й королевский иннискиллингский драгунский гвардейский полк (5th Royal Inniskilling Dragoon Guards) | Королевский драгунский гвардейский полк (Royal Dragoon Guards) |

## Старшинство
| Старший полк Королевский шотландский драгунский гвардейский полк | Кавалерийский порядок старшинства | Младший полк Её Величества королевский гусарский полк |